# Darije II.
Darije II. (staroperz. Dārayavahuš) bio je Veliki kralj Perzijskog Carstva od 423. do 404. pr. Kr.

## Obitelj
Darije II. bio je sin velikog kralja Artakserksa I. i konkubine Kosmartidene od Babilona. Imao je dva polubrata; Kserksa II. koji je bio sin kraljice Damaspije i jedini legitimni prijestolonasljednik, te Sogdijana, sina babilonske konkubine Alogine. Rođeno ime Darija II. bilo je „Ocho“ (staroperz. Vahuka), no nakon što je s trona zbacio polubrata Sogdijana okrunio se pod imenom Darije II., po slavnom perzijskom kralju Dariju I. Velikom. Dariju II. se često prišiva prezime Nothus (grč. νοθος) što znači kopile. Taj nadimak je najvjerojatnije dobio zbog svoje uloge u Peloponeskom ratu, u kojem je Sparta uz perzijsku pomoć potukla Atenu.

## Politički život
Zbog oskudnih povijesnih podataka, o životu Darija II. se zna relativno malo. Primjerice, babilonski zapisi iz Nipura ne spominju njegova dva prethodnika Kserksa II. i Sogdijana, pa se Darije II. nadovezuje odmah poslije njegova oca Artakserksa I. Grčki povjesničari poput Ksenofonta spominju njegovu ulogu 409. pr. Kr. u pobuni Medijaca, dok ga Ktezije spominje u kontekstu haremskih spletki. Prema nekim izvorima, Darije II. počeo je političku karijeru kao satrap Hirkanije.
Sve dok pomorska sila Atena nije ugrožavala perzijske interese na istočnom Mediteranu, Darije II. se nije miješao u grčke poslove. Čak ni 413. pr. Kr. kada je Atena potpomogla pobunu Pisutnovog sina Amorga u perzijskoj satrapiji Kariji Darije II. nije ništa poduzimao protiv Atene, pogotovo zato što je iste godine Atena u sicilijskoj ekspediciji pretrpjela goleme gubitke (135 brodova, 10.000 hoplita, 25.000 mornara). Ipak, kada je 409. pr. Kr. Atena prodrla u Malu Aziju i počela paliti žito u Lidiji, perzijski veliki kralj odlučio je intervenirati. Dao je naredbe svojim satrapima Tisafernu i Farnabazu II. u Maloj Aziji da ponude veliku nagradu grčkim polisima za rat protiv Atene, na što je pristala Sparta, najveći atenski neprijatelj u Grčkoj. Godinu dana poslije šalje svog sina Kira Mlađeg u Malu Aziju sa zadatkom da svim sredstvima dovede Atenu do poraza. Tijekom zadnje godine vladavine Darija II., Sparta je uz veliku perzijsku pomoć potukla Atenu čime je obilježen kraj Peloponeskog rata.

## Smrt
Darije II. umire 404. pr. Kr., nakon 19 godina vladavine. Sahranjen je u kompleksu grobnica Nakš-e Rustam nedaleko od Perzepolisa, a naslijedio ga je njegov sin Artakserkso II.

## Kronologija
- 423. pr. Kr. - Ochus se kruni pod imenom Darije II.
- 420. pr. Kr. - u Lidiji satrap Pisutno (staroperz. Pišišyaothna[4]) pokreće pobunu.
- 420. pr. Kr. - rat protiv nomadskog plemena Kadusijana.
- 415. pr. Kr. - satrap Tisafern guši pobunu u Lidiji, dok Pisutnov sin Amorg u susjednoj satrapiji Kariji nastavlja s pobunom.
- 413. pr. Kr. - rasplamsavanje Peloponeskog rata između Atene i Sparte, kojeg potiče Tisafern.
- 412. pr. Kr. - sporazum sa Spartom; Spartanci zarobljavaju Amorga.
- 410. pr. Kr. - etnički sukobi u Gornjem Egiptu.
- 407. pr. Kr. - Kir Mlađi postaje satrapom Lidije, i podupire Spartu u ratu protiv Atene.
- 404. pr. Kr. - Amirtej pokreće pobunu u Egiptu i osamostaljuje donji Egipat prvi put nakon 120 godina perzijske vladavine.
- 404. pr. Kr. - smrt Darija II. početkom travnja.[5]

## Poveznice
- Ahemenidsko Perzijsko Carstvo
- Artakserkso I.
- Kserkso II.
- Sogdijan
- Kir Mlađi

| Prethodnik:                    | Veliki kralj Perzije (423. - 404. pr. Kr.) ____________________ Faraon Egipta (423. - 404. pr. Kr.) | Nasljednik:                                                                              |
| Sogdijan (424. - 423. pr. Kr.) | Veliki kralj Perzije (423. - 404. pr. Kr.) ____________________ Faraon Egipta (423. - 404. pr. Kr.) | Artakserkso II. (404. - 358. pr. Kr.) ____________________ Amirtej (404. - 399. pr. Kr.) |

## Vanjske poveznice
- Britannica enciklopedija: Darije II.
- Darije II., Livius.org  Arhivirana inačica izvorne stranice od 10. svibnja 2009. (Wayback Machine)
- Darije II., Plato-dialogues.org